# دراجة ثابتة

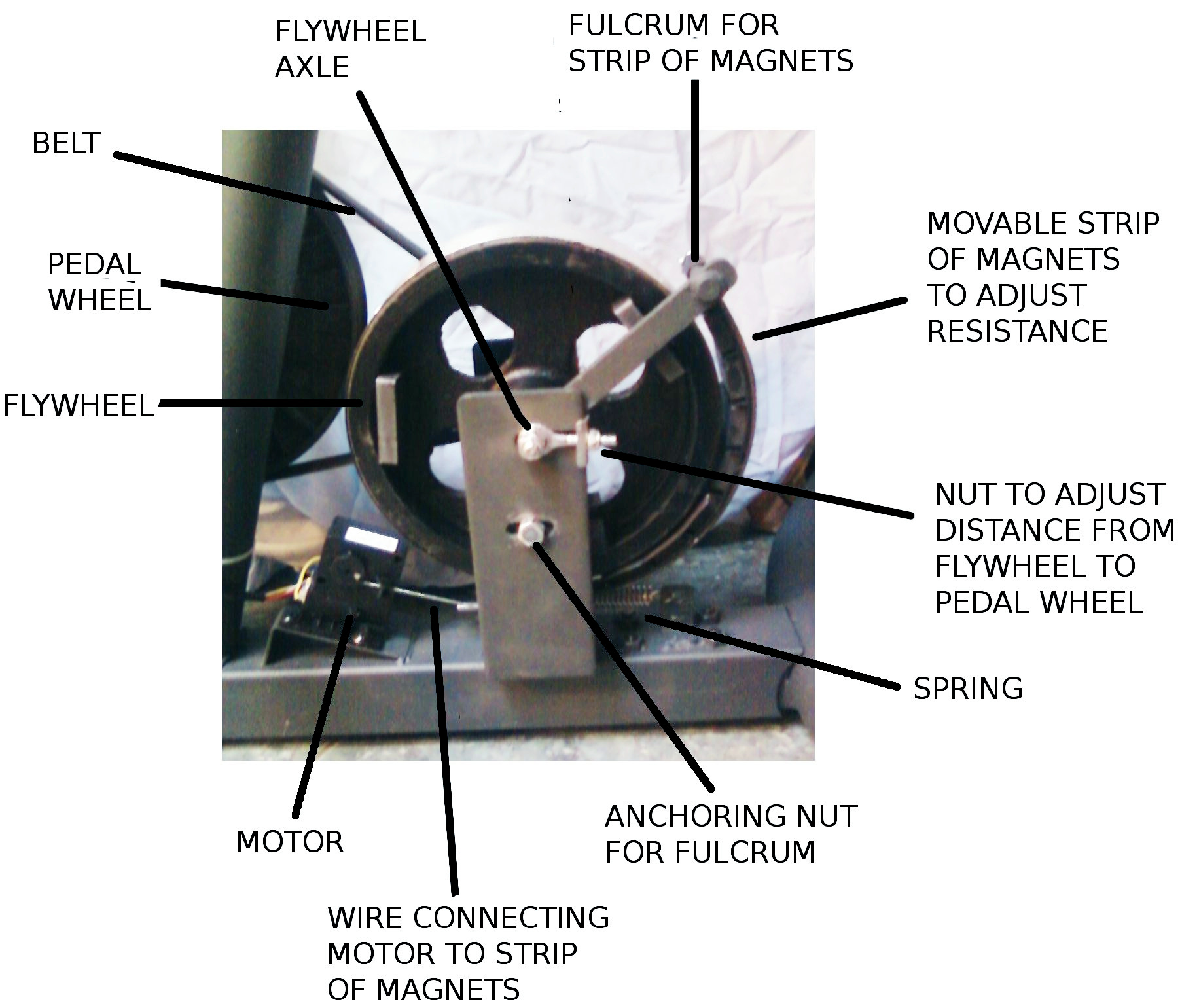
آلية المقاومة المغناطيسية

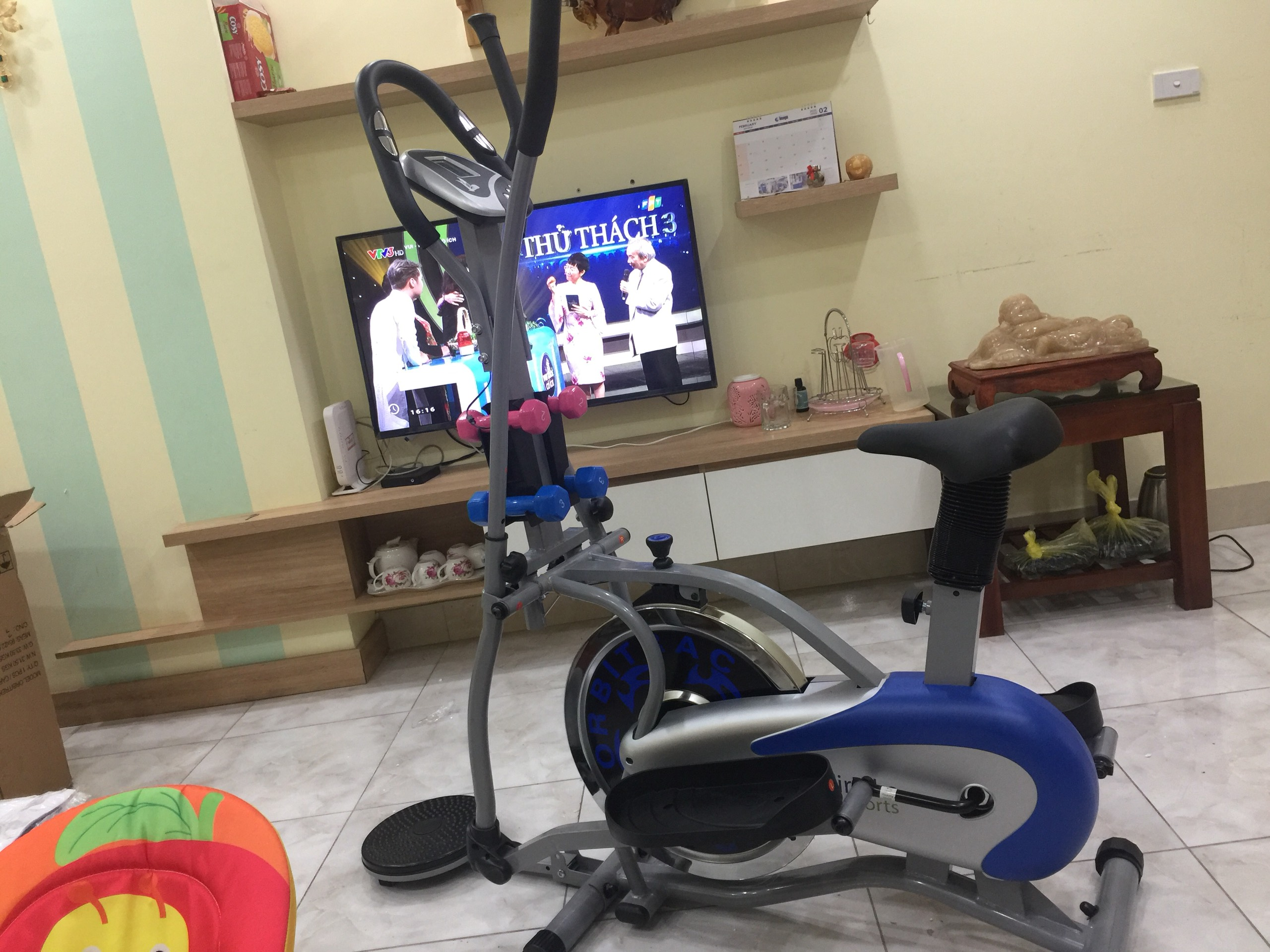
دراجة تمرين هجينة دراجة إهليلجية

الدراجة الثابتة هي جهاز يستخدم كمعدات تمرين لركوب الدراجات في الأماكن المغلقة. يشتمل على سرج ودواسات وبعض أشكال المقاود مرتبة كما هو الحال في الدراجة.